# Ninfeu

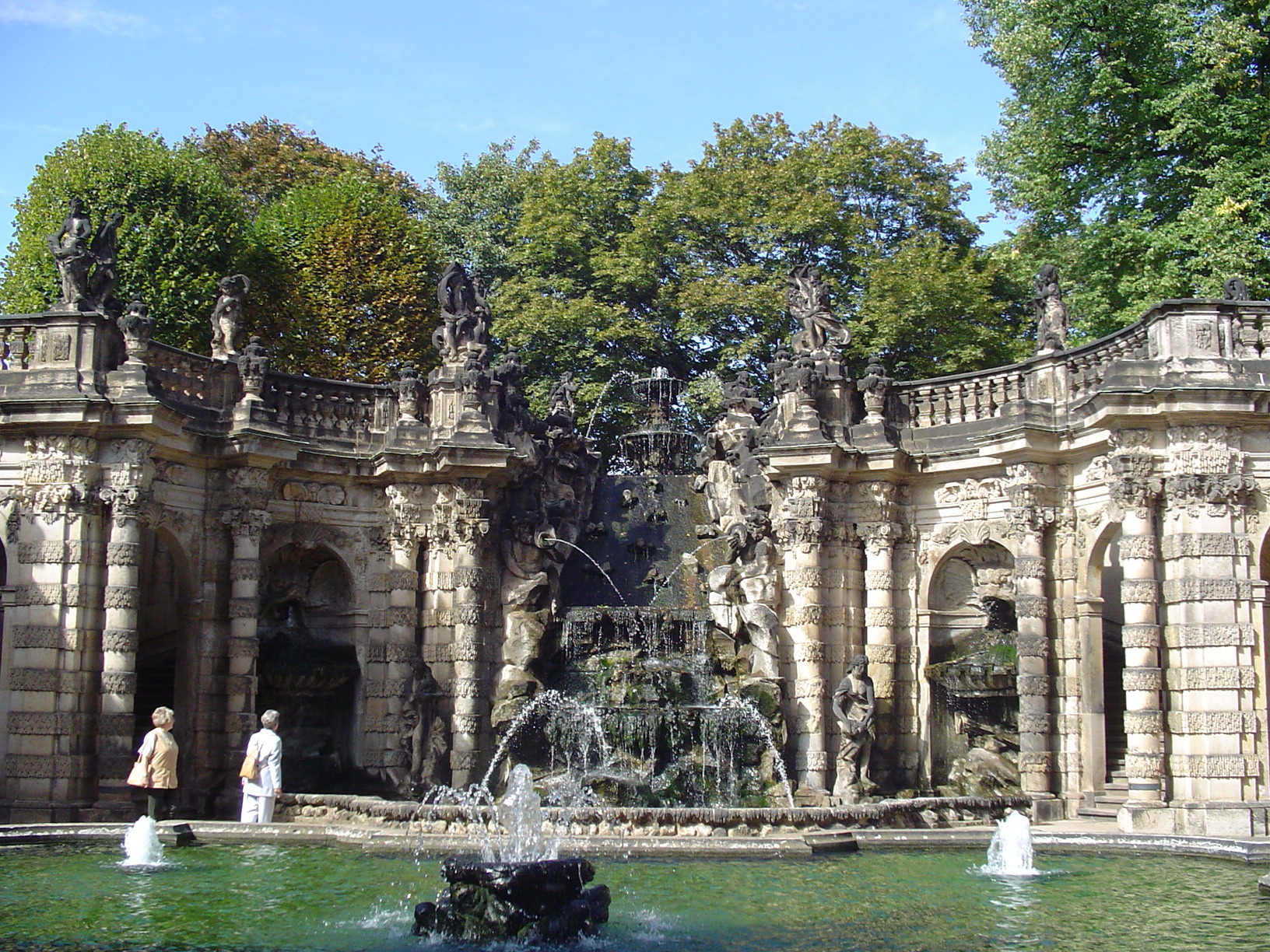
Ninfeu de Zwinger, Dresda

Ninfeu (em latim: Nymphaeum; em grego: Νυμφαῖον; romaniz.: Nymphaion), na Grécia e Roma Antiga, era um antigo santuário consagrado às ninfas aquáticas. O termo originalmente foi aplicado para uma gruta natural com nascentes e córregos, tradicionalmente pensado como o local das ninfas, sendo mais tarde utilizado para uma gruta artificial ou um edifício monumental coberto com plantas e flores, esculturas, fontes e pinturas. 
No período romano, o ninfeu redondo (rotunda nymphaeum), dotado de estruturas helenísticas como o Grande Ninfeu do Éfeso, tornou-se comum. Com efeito, assumiu-se  comummente como uma fonte monumental erigida contra um muro articulado com nichos, frequentemente decorados com colunas e estatuária. Sabe-se que existiam ninfeus em Corinto, Antioquia, Constantinopla e Roma, onde 20 foram identificados. De acordo com o Notitia Urbis Constantinopolitanae de cerca de 425 d.C., a cidade de Constantinopla à época contava com quatro ninfeus. Destes o mais importante era o Ninfeu Maior, que funcionou como um terminal para o Aqueduto de Valente no Fórum do Touro, que sobreviveu até pelo menos o século XVI.
Os ninfeus foram importantes para o movimento arquitectónico dos mosaicos, como forma de revestimento de chão, muros e tetos abobadados do século I. Isto porque os ninfeus eram decorados com mosaicos geométricos, amiúde incorporando conchas, sendo certo que, pelo final do século I, começaram a conter representações figurativas mais ambiciosas.
Os ninfeus serviram de santuários, reservatórios e salas de reuniões, onde casamentos e outras cerimónias e ajuntamentos eram realizados. A associação original às ninfas perdeu-se no final do século IV, quando o termo passou a designar meramente fontes decorativas e monumentais, acepção essa que ganhou particular relevo e popularidade durante o período renascentista e barroco e que, por arrasto, ainda hoje persiste.
Além disso, em decorações de lugares públicos, ninfeus foram por vezes utilizados como átrios de igrejas, como aquele que se encontra na Basílica A de Filipos, datado de cerca 500 d.C., que assumiu a função de fonte.